# جنيه غاني
الجنيه الغاني كان العملة المتداولة في غانا خلال الفترة ما بين عامي 1958 و1965، والتي حلت محل جنيه غرب أفريقيا البريطاني. صدر الجنيه الغاني لأول مرة في عام 1958، وكانت قيمته تُعادل قيمة جنيه إسترليني واحد، وكان يُقسّم إلى 20 شلنًا يحتوي كل منها على 12 بنسًا، واستمر إصداره وتداوله في غانا حتى عام 1965 عندما استُبدل بالسيدي الغاني بحيث كان سعر صرف السيدي الغاني الواحد يعادل جنيه غاني واحد، كما يُعادل ٢.٤٠ روبية هندية، أي أن سعر صرف الروبية الهندية الواحدة كان يُعادل ١٠٠ بنس من السيدي الغاني.

## التاريخ
كانت غانا واحدة من مُستعمرات غرب أفريقيا البريطاني الذي خضع لهيمنة بريطانيا العظمى منذ أواخر القرن التاسع عشر. وكسائر المُستعمرات البريطانية الأخرى، استُخدم في غانا الجنيه الإسترليني بعد أن أصبح العملة المتداولة في الأراضي والمستعمرات والمحميات التي تسيطر عليها بريطانيا في دول وبلدان منطقة غرب أفريقيا، إلى أن أنشأت السلطات الاستعمارية البريطانية في لندن مجلس عملة غرب أفريقيا. والذي طرح عملة جديدة قابلة للتداول محليًّا في دول وبلدان منطقة غرب أفريقيا فقط، وهي جنيه غرب أفريقيا البريطاني. وفي 6 مارس (أذار) 1957، نالت غانا استقلالها عن بريطانيا، وعندئذ قرر مجلس عملة غرب إفريقيا إصدار عملة الجنيه الغاني ليحل محل جنيه غرب إفريقيا البريطاني في غانا.

## الإصدارات

### العملات المعدنية المسكوكة
أصدر مجلس العملة الغاني في عام 1958 أولى العملات المعدنية من الجنيه الغاني، وكانت بعضها مصنوعة من البرونز، وهي العملات المعدنية من فئة نصف بنس، وفئة بنس واحد، بينما كانت العملات المعدنية الأخرى مصنوعة من النيكل النحاسي، وهي العملات المعدنية من فئة 3 بنسات، والتي كانت ذات شكل صدفي، وفئة 6 بنسات، وفئة الشلن الواحد، وفئة 2 شلن. ويوضح الجدول التالي فئات العملات المعدنية التي صدرت من الجنيه الغاني حتى إلغاؤه في عام 1965:
| العملات المعدنية من فئات الجنيه الغاني (فترة التداول: 1958-65) | العملات المعدنية من فئات الجنيه الغاني (فترة التداول: 1958-65) | العملات المعدنية من فئات الجنيه الغاني (فترة التداول: 1958-65) | العملات المعدنية من فئات الجنيه الغاني (فترة التداول: 1958-65) | العملات المعدنية من فئات الجنيه الغاني (فترة التداول: 1958-65) | العملات المعدنية من فئات الجنيه الغاني (فترة التداول: 1958-65) | العملات المعدنية من فئات الجنيه الغاني (فترة التداول: 1958-65) | العملات المعدنية من فئات الجنيه الغاني (فترة التداول: 1958-65) | العملات المعدنية من فئات الجنيه الغاني (فترة التداول: 1958-65) | العملات المعدنية من فئات الجنيه الغاني (فترة التداول: 1958-65) |
| الصورة                                                         | الفئة                                                          | وصف العملة                                                     | وصف العملة                                                     | وصف العملة                                                     | وصف العملة                                                     | وصف العملة                                                     | وصف العملة                                                     | تاريخ الطرح                                                    |                                                                |
| وجه - عكس                                                      | الفئة                                                          | وجه العملة                                                     | عكس العملة                                                     | المعدن المُستخدم في الصنع                                       | وزن العملة                                                     | الأبعاد                                                        | حافة العملة                                                    | تاريخ الطرح                                                    |                                                                |
| -------------------------------------------------------------- | -------------------------------------------------------------- | -------------------------------------------------------------- | -------------------------------------------------------------- | -------------------------------------------------------------- | -------------------------------------------------------------- | -------------------------------------------------------------- | -------------------------------------------------------------- | -------------------------------------------------------------- | -------------------------------------------------------------- |
|                                                                | 1⁄2 بنس                                                        | صورة كوامي نكروما أول رئيس لغانا بعد استقلالها                 | شعار النجمة الخماسية الغانية                                   | البرونز                                                        | 2.9 غرام                                                       | 21 ملليمتر                                                     | حافة ناعمة                                                     | 1 يوليو (تموز) 1958                                            |                                                                |
|                                                                | بنس واحد                                                       | صورة كوامي نكروما أول رئيس لغانا بعد استقلالها                 | شعار النجمة الخماسية الغانية                                   | البرونز                                                        | 5.7 غرام                                                       | 25.5 ملليمتر                                                   | ملساء                                                          | 1 يوليو (تموز) 1958                                            |                                                                |
|                                                                | 3 بنسات                                                        | صورة كوامي نكروما أول رئيس لغانا بعد استقلالها                 | شعار النجمة الخماسية الغانية                                   | النيكل النحاسي                                                 | 3.3 غرام                                                       | 19.5 ملليمتر                                                   | ملساء                                                          | 1 يوليو (تموز) 1958                                            |                                                                |
|                                                                | 6 بنسات                                                        | صورة كوامي نكروما أول رئيس لغانا بعد استقلالها                 | شعار النجمة الخماسية الغانية                                   | النيكل النحاسي                                                 | 2.2 غرام                                                       | 16.5 ملليمتر                                                   | ملساء                                                          | 1 يوليو (تموز) 1958                                            |                                                                |
|                                                                | شلن واحد                                                       | صورة كوامي نكروما أول رئيس لغانا بعد استقلالها                 | شعار النجمة الخماسية الغانية                                   | النيكل النحاسي                                                 | 4.5 غرام                                                       | 21 ملليمتر                                                     | حافة مضلعة                                                     | 1 يوليو (تموز) 1958                                            |                                                                |
|                                                                | 2 شلن                                                          | صورة كوامي نكروما أول رئيس لغانا بعد استقلالها                 | شعار النجمة الخماسية الغانية                                   | النيكل النحاسي                                                 | 8.9 غرام                                                       | 26.5 ملليمتر                                                   | حافة مضلعة                                                     | 1 يوليو (تموز) 1958                                            |                                                                |

### النقود الورقية
أصدر مجلس العملة الغاني في عام 1958 نقودًا ورقية جديدة من فئة النصف جنيه غاني، وفئة الجنيه الغاني الواحد، وفئة الخمسة جنيهات غانية. استمر إصدار النقود الورقية من فئة الجنيه الغاني الواحد، وفئة الخمسة جنيهات غانية حتى عام 1962، بينما استمر إصدار النقود الورقية من فئة النصف جنيه غاني حتى عام 1963. ويوضح الجدول التالي فئات النقود الورقية التي صدرت من الجنيه الغاني حتى إلغاؤه في عام 1965:
|  | نصف جنيه غاني                                              | بنك غانا المركزي | شعار النجمة الخماسية الغاني | 1958-1963 |
|  | جنيه غاني واحد (£1)                                        | بنك غانا المركزي | أشجار الكاكاو               | 1958-1962 |
|  | خمسة جنيهات غانية (£5)                                     | بنك غانا المركزي | سفن الشحن والسجلات          | 1958-1962 |
|  | ألف جنيه غاني (£1,000) استخدمت فقط في المعاملات بين البنوك | بنك غانا المركزي | نمط فني                     | 1958      |